# Bateria de silici-aire
Les bateries de silici-aire són una nova tecnologia de bateries inventada per un equip dirigit pel professor Ein-Eli al Programa d'Energia Grand Technion del Technion – Institut Tecnològic d'Israel.
La tecnologia de les bateries de silici-aire es basa en elèctrodes d'oxigen i silici. Aquestes bateries poden ser lleugeres, amb una alta tolerància tant a condicions extremadament seques com a alta humitat. Igual que altres bateries ànode-aire, en particular les bateries metall-aire, les bateries de silici-aire depenen de l'oxigen atmosfèric per als seus càtodes; per tant, no inclouen cap material de càtode a les seves estructures, i això permet economies de cost i pes.
Cèl·lules experimentals que utilitzen electròlits líquids iònics a temperatura ambient han produït entre 1 i 1,2 volts a una densitat de corrent de 0,3 mil·liamperes per centímetre quadrat de silici.

## Història
L'únic informe de recerca disponible al públic va ser realitzat pel seu creador, Yair-Ein-Eli. Eli va començar la seva recerca al Technion – Institut Tecnològic d'Israel amb David Starosvetsky, l'estudiant de postgrau Gil Cohen del Technion, Digby Macdonald de la Universitat Estatal de Pennsilvània i Rika Hagiwara de la Universitat de Kyoto. El raonament d'Eli per utilitzar el silici com a pila de combustible és degut a la seva alta energia específica, la seva gran disponibilitat com a recurs (el silici és el vuitè més abundant de l'univers, el segon més abundant de l'escorça terrestre), la tolerància a llocs amb alta humitat i les propietats no tòxiques. En els seus experiments, van provar diferents energies i voltatges potencials, utilitzant diferents solucions d'oxigen líquid. Els resultats experimentals i les teories sobre la bateria es van publicar en línia el 2009 a la revista Electrochemistry Communications. Això va cridar l'atenció d'organitzacions com DARPA i el Pentàgon, on actualment treballen en l'ús militar d'aquesta bateria. La bateria encara està sota investigació per part d'aquestes organitzacions i no està disponible per a ús comercial.

## Disseny
La font d'energia de la bateria es fabrica utilitzant un líquid iònic conegut com a oligofluorohidrogenat d'1-etil-3-metilimidazoli (EMI·2.3HF·F), classificat a l'article com a líquid iònic a temperatura ambient (RTIL), i oblies que contenen altes quantitats de silici. Les oblies actuen com a ànode (oxidació de la font de combustible) i el RTIL actua com a electròlit que converteix les oblies en energia utilitzable. En el seu estat inactiu, l'RTIL dissol les oblies a una velocitat lenta perquè no hi ha cap semiconductor que acceleri la reacció. Quan es posi en ús, l'RTIL reaccionarà més ràpidament per dissoldre les oblies de silici, cosa que produirà energia per al seu ús en qualsevol electrònica. La bateria no té un càtode integrat que la majoria de bateries utilitzen per equilibrar la càrrega de l'ànode. En canvi, la membrana de la bateria permet que l'oxigen de l'atmosfera flueixi a través d'ella i actua com a càtode.

## ESPECTRE
La tecnologia CMOS Stressed Pillar-Engineered Readied for Evanescence (SPECTRE) està sent investigada per DARPA i SRI. Es basa en bateries de silici-aire amb una característica afegida: en equips on es nega a l'enemic la capacitat de beneficiar-se dels dispositius capturats o de la informació que es pot obtenir d'aquests dispositius, una bateria SPECTRE pot respondre a un senyal de mort autodestruint-se juntament amb el dispositiu que alimenta. Això té un interès potencial en aplicacions militars.

## Capacitat d'emmagatzematge
La capacitat d'emmagatzematge de la bateria és molt comparable a la d'una bateria d'alumini-aire. L'energia específica de la bateria de silici-aire s'estima en 8470 Wh/kg i la densitat d'energia és d'uns 2109,0 Wh/L. El voltatge de la bateria és d'1 a 1,2 V. Mitjançant l'ús d'un sistema de flux d'electròlit dedicat, es poden aconseguir temps de descàrrega de més de 1000 hores per a electròlits aquosos, cosa que permet un ús del 100% de l'ànode de silici.

## Aplicacions
Un camp d'aplicació particularment prometedor de les bateries de silici-aire és l'alimentació de dispositius mèdics a petita escala, com ara bombes diabètiques i audiòfons, en què una càrrega tediosa seria un desavantatge.
La naturalesa de la bateria de silici-aire també la fa particularment adequada per a climes humits com ara les regions tropicals d'Àsia, Amèrica o Àfrica.
S'està duent a terme una investigació per desenvolupar bateries de silici-aire per a aplicacions quotidianes. Alguns exemples són l'alimentació per a electrònica de consum com ara ordinadors portàtils i telèfons.
S'estan fent esforços per desenvolupar sistemes desplegables i escalables basats en la tecnologia de silici-aire.